# Чемпионат Казахстана по футболу 2017
26-й национальный чемпионат Казахстана по футболу, в котором приняли участие 12 клубов. Турнир проводился с 8 марта по 5 ноября 2017 года.
Чемпионский титул защитила «Астана» (Астана).

## Регламент
Матчи чемпионата проводились по принципу каждый с каждым в 3 круга. Первые 2 круга (22 тура) команды провели каждый с каждым на своём поле и на поле соперника.
Календарь матчей третьего круга составлялся в цифровом виде. После окончания первых двух кругов сформировался календарь матчей третьего круга путем замен цифр в цифровом календаре на названия команд. При этом каждому клубу присваивалось число, соответствующее месту команды по итогам двух кругов. Клуб, указанный в календаре третьего круга первым в паре, являлся организатором матча (принимающей стороной).

### Участие лучших команд в еврокубках
По состоянию на начало чемпионата квота Казахстана на участие в еврокубках была следующей:
| Места | Турнир              | Начало выступления         |
| ----- | ------------------- | -------------------------- |
| 1-е   | Лига чемпионов УЕФА | 2-й квалификационный раунд |
| 2-е   | Лига Европы УЕФА    | 1-й квалификационный раунд |
| 3-е   | Лига Европы УЕФА    | 1-й квалификационный раунд |

Эти позиции не окончательные. Они могут меняться по итогам розыгрыша Кубка Казахстана-2017, а также в зависимости от того, какие команды и из каких стран выиграют Лигу чемпионов и Лигу Европы-2017/18. Итоговое распределение мест в еврокубках см. ниже.

### Участники чемпионата
- Состав участников чемпионата определялся Исполкомом.
- Количественный состав чемпионата — 12 клубов.
- Команды, занявшая по итогам чемпионата 11-е и 12-е место, в сезоне-2018 будут выступать в Первой лиге, им на смену придёт победитель и серебряный призёр Первой лиги-2017.
- Клуб, который займёт 10-е место, сыграет переходный матч с третьей командой Первой лиги.
- Клубы, завоевавшие право по итогам сезона выступать в чемпионате и отказавшиеся от данного права, могут быть заменены другими командами по решению Исполкома.

### Определение мест в случае равенства очков
В случае равенства очков у двух или более команд их места (кроме первого) в итоговой таблице чемпионата и в итоговой таблице первого этапа определяются по следующим критериям:
- Результаты игр между собой (количество очков, количество побед, разность забитых и пропущенных мячей, количество забитых мячей, количество мячей, забитых на чужом поле);
- Лучшая разность забитых и пропущенных мячей во всех матчах;
- Наибольшее количество побед во всех матчах;
- Наибольшее количество забитых мячей во всех матчах;
- Наибольшее количество мячей, забитых на чужих полях во всех матчах.

Все показатели в настоящем пункте указаны в порядке приоритетности, то есть приоритет при подсчете отдается предшествующему показателю.
При равенстве всех этих показателей места команд определяются жребием.
В случае равенства очков у двух или более команд их места в текущей таблице первого и второго этапа чемпионата определяются по следующим критериям:
- Лучшая разность забитых и пропущенных мячей во всех матчах;
- Наибольшее количество побед во всех матчах;
- Наибольшее количество забитых мячей во всех матчах;
- Наибольшее количество мячей, забитых на чужих полях во всех матчах.

Все показатели в настоящем пункте указаны в порядке приоритетности, то есть приоритет при подсчете отдается предшествующему показателю.
В случае равенства очков в итоговой таблице чемпионата у двух команд чемпион определяется в дополнительном матче между этими командами.
Если основное время дополнительного матча закончится вничью, то назначается дополнительное время (2 тайма по 15 минут).
Если в дополнительное время не выявится победитель, то он определяется в серии ударов с 11-метровой отметки.
В случае равенства очков более чем у двух команд, претендующих на первое место, чемпион определяется по следующим критериям:
- Результаты игр между собой (количество очков, количество побед, разность забитых и пропущенных мячей, количество забитых мячей, количество мячей, забитых на чужом поле);
- Лучшая разность забитых и пропущенных мячей во всех матчах;
- Наибольшее количество побед во всех матчах;
- Наибольшее количество забитых мячей во всех матчах;
- Наибольшее количество мячей, забитых на чужих полях во всех матчах.

При абсолютном равенстве всех этих показателей чемпион определяется в дополнительном турнире данных команд.

### Требования к составам команд
- Клуб имеет право заявить не более 30 игроков. При использовании максимального числа заявляемых игроков — 30 человек.
- Каждая команда вправе заявить не более 8 не воспитанников казахстанского футбола, а на поле может быть не более 6 из них.
- Клуб имеет право дополнительно, на возмездной основе заявить не более двух игроков, не являющихся воспитанниками. Размер взноса за использование каждого дополнительного игрока, не являющегося воспитанником, составляет 35 миллионов тенге. При этом общее количество заявляемых клубом игроков не должно быть более 30 человек.
- При проведении матчей чемпионата в протокол матча в состав одной команды может быть внесено не более 11 основных и 9 запасных игроков. Клуб обязан включать в протокол матча чемпионата не менее двух игроков в возрасте не старше 1996 года рождения, являющихся воспитанниками.

### Периоды регистрации игроков
Регистрационные периоды, то есть сроки, в которые разрешается переход игроков из команды в команду и заявка новых игроков, установлены следующим образом:
- 1-й период — с 11 января до 3 апреля (до 24:00 часов времени Астаны)[1];
- 2-й период — c 13 июня до 10 июля (до 24:00 часов времени Астаны)[2].

## Участники

### Изменения
По итогам сезона-2016 Премьер-лигу покинул:
- «Жетысу» (Талдыкорган) — 12-е место

Из Первой лиги квалифицировался:
- «Кайсар» (Кызылорда) — 1-е место

По итогам переходного матча за право участвовать в Премьер-лиге-2017 победу одержал «Алтай» (Семей), занявший второе место в Первой лиге.
3 февраля 2017 года он был исключён из состава Премьер-лиги по причине неисполнения критериев по сертификации. Его место занял «Тараз» (Тараз), проигравший переходный матч.

### География соревнования
| Астана | Кайрат (Алма-Ата) | Шахтёр (Караганда) | Актобе | Иртыш (Павлодар) | Акжайык (Уральск)   |
| --- | --- | --- | --- | --- | ------------------- |
| Астана Арена | Центральный | Шахтёр | Кобыланды Батыр | Центральный | Петр Атоян          |
| Вместимость: 30 200 | Вместимость: 23 804 | Вместимость: 19 500 | Вместимость: 12 729 | Вместимость: 11 828 | Вместимость: 8 320  |
| | | | | |                     |
| Тобол (Костанай) Актобе Иртыш (Павлодар) Астана Шахтёр (Караганда) Окжетпес (Кокшетау) Ордабасы (Шымкент) Кайрат (Алма-Ата) Акжайык (Уральск) Атырау Кайсар (Кызылорда) ТаразРасположение команд чемпионата Казахстана по футболу 2017 | Тобол (Костанай) Актобе Иртыш (Павлодар) Астана Шахтёр (Караганда) Окжетпес (Кокшетау) Ордабасы (Шымкент) Кайрат (Алма-Ата) Акжайык (Уральск) Атырау Кайсар (Кызылорда) ТаразРасположение команд чемпионата Казахстана по футболу 2017 | Тобол (Костанай) Актобе Иртыш (Павлодар) Астана Шахтёр (Караганда) Окжетпес (Кокшетау) Ордабасы (Шымкент) Кайрат (Алма-Ата) Акжайык (Уральск) Атырау Кайсар (Кызылорда) ТаразРасположение команд чемпионата Казахстана по футболу 2017 | Тобол (Костанай) Актобе Иртыш (Павлодар) Астана Шахтёр (Караганда) Окжетпес (Кокшетау) Ордабасы (Шымкент) Кайрат (Алма-Ата) Акжайык (Уральск) Атырау Кайсар (Кызылорда) ТаразРасположение команд чемпионата Казахстана по футболу 2017 | Тобол (Костанай) Актобе Иртыш (Павлодар) Астана Шахтёр (Караганда) Окжетпес (Кокшетау) Ордабасы (Шымкент) Кайрат (Алма-Ата) Акжайык (Уральск) Атырау Кайсар (Кызылорда) ТаразРасположение команд чемпионата Казахстана по футболу 2017 | Ордабасы (Шымкент)  |
| Тобол (Костанай) Актобе Иртыш (Павлодар) Астана Шахтёр (Караганда) Окжетпес (Кокшетау) Ордабасы (Шымкент) Кайрат (Алма-Ата) Акжайык (Уральск) Атырау Кайсар (Кызылорда) ТаразРасположение команд чемпионата Казахстана по футболу 2017 | Тобол (Костанай) Актобе Иртыш (Павлодар) Астана Шахтёр (Караганда) Окжетпес (Кокшетау) Ордабасы (Шымкент) Кайрат (Алма-Ата) Акжайык (Уральск) Атырау Кайсар (Кызылорда) ТаразРасположение команд чемпионата Казахстана по футболу 2017 | Тобол (Костанай) Актобе Иртыш (Павлодар) Астана Шахтёр (Караганда) Окжетпес (Кокшетау) Ордабасы (Шымкент) Кайрат (Алма-Ата) Акжайык (Уральск) Атырау Кайсар (Кызылорда) ТаразРасположение команд чемпионата Казахстана по футболу 2017 | Тобол (Костанай) Актобе Иртыш (Павлодар) Астана Шахтёр (Караганда) Окжетпес (Кокшетау) Ордабасы (Шымкент) Кайрат (Алма-Ата) Акжайык (Уральск) Атырау Кайсар (Кызылорда) ТаразРасположение команд чемпионата Казахстана по футболу 2017 | Тобол (Костанай) Актобе Иртыш (Павлодар) Астана Шахтёр (Караганда) Окжетпес (Кокшетау) Ордабасы (Шымкент) Кайрат (Алма-Ата) Акжайык (Уральск) Атырау Кайсар (Кызылорда) ТаразРасположение команд чемпионата Казахстана по футболу 2017 | Кажимукан           |
| Тобол (Костанай) Актобе Иртыш (Павлодар) Астана Шахтёр (Караганда) Окжетпес (Кокшетау) Ордабасы (Шымкент) Кайрат (Алма-Ата) Акжайык (Уральск) Атырау Кайсар (Кызылорда) ТаразРасположение команд чемпионата Казахстана по футболу 2017 | Тобол (Костанай) Актобе Иртыш (Павлодар) Астана Шахтёр (Караганда) Окжетпес (Кокшетау) Ордабасы (Шымкент) Кайрат (Алма-Ата) Акжайык (Уральск) Атырау Кайсар (Кызылорда) ТаразРасположение команд чемпионата Казахстана по футболу 2017 | Тобол (Костанай) Актобе Иртыш (Павлодар) Астана Шахтёр (Караганда) Окжетпес (Кокшетау) Ордабасы (Шымкент) Кайрат (Алма-Ата) Акжайык (Уральск) Атырау Кайсар (Кызылорда) ТаразРасположение команд чемпионата Казахстана по футболу 2017 | Тобол (Костанай) Актобе Иртыш (Павлодар) Астана Шахтёр (Караганда) Окжетпес (Кокшетау) Ордабасы (Шымкент) Кайрат (Алма-Ата) Акжайык (Уральск) Атырау Кайсар (Кызылорда) ТаразРасположение команд чемпионата Казахстана по футболу 2017 | Тобол (Костанай) Актобе Иртыш (Павлодар) Астана Шахтёр (Караганда) Окжетпес (Кокшетау) Ордабасы (Шымкент) Кайрат (Алма-Ата) Акжайык (Уральск) Атырау Кайсар (Кызылорда) ТаразРасположение команд чемпионата Казахстана по футболу 2017 | Вместимость: 20 000 |
| Тобол (Костанай) Актобе Иртыш (Павлодар) Астана Шахтёр (Караганда) Окжетпес (Кокшетау) Ордабасы (Шымкент) Кайрат (Алма-Ата) Акжайык (Уральск) Атырау Кайсар (Кызылорда) ТаразРасположение команд чемпионата Казахстана по футболу 2017 | Тобол (Костанай) Актобе Иртыш (Павлодар) Астана Шахтёр (Караганда) Окжетпес (Кокшетау) Ордабасы (Шымкент) Кайрат (Алма-Ата) Акжайык (Уральск) Атырау Кайсар (Кызылорда) ТаразРасположение команд чемпионата Казахстана по футболу 2017 | Тобол (Костанай) Актобе Иртыш (Павлодар) Астана Шахтёр (Караганда) Окжетпес (Кокшетау) Ордабасы (Шымкент) Кайрат (Алма-Ата) Акжайык (Уральск) Атырау Кайсар (Кызылорда) ТаразРасположение команд чемпионата Казахстана по футболу 2017 | Тобол (Костанай) Актобе Иртыш (Павлодар) Астана Шахтёр (Караганда) Окжетпес (Кокшетау) Ордабасы (Шымкент) Кайрат (Алма-Ата) Акжайык (Уральск) Атырау Кайсар (Кызылорда) ТаразРасположение команд чемпионата Казахстана по футболу 2017 | Тобол (Костанай) Актобе Иртыш (Павлодар) Астана Шахтёр (Караганда) Окжетпес (Кокшетау) Ордабасы (Шымкент) Кайрат (Алма-Ата) Акжайык (Уральск) Атырау Кайсар (Кызылорда) ТаразРасположение команд чемпионата Казахстана по футболу 2017 | Тараз               |
| Тобол (Костанай) Актобе Иртыш (Павлодар) Астана Шахтёр (Караганда) Окжетпес (Кокшетау) Ордабасы (Шымкент) Кайрат (Алма-Ата) Акжайык (Уральск) Атырау Кайсар (Кызылорда) ТаразРасположение команд чемпионата Казахстана по футболу 2017 | Тобол (Костанай) Актобе Иртыш (Павлодар) Астана Шахтёр (Караганда) Окжетпес (Кокшетау) Ордабасы (Шымкент) Кайрат (Алма-Ата) Акжайык (Уральск) Атырау Кайсар (Кызылорда) ТаразРасположение команд чемпионата Казахстана по футболу 2017 | Тобол (Костанай) Актобе Иртыш (Павлодар) Астана Шахтёр (Караганда) Окжетпес (Кокшетау) Ордабасы (Шымкент) Кайрат (Алма-Ата) Акжайык (Уральск) Атырау Кайсар (Кызылорда) ТаразРасположение команд чемпионата Казахстана по футболу 2017 | Тобол (Костанай) Актобе Иртыш (Павлодар) Астана Шахтёр (Караганда) Окжетпес (Кокшетау) Ордабасы (Шымкент) Кайрат (Алма-Ата) Акжайык (Уральск) Атырау Кайсар (Кызылорда) ТаразРасположение команд чемпионата Казахстана по футболу 2017 | Тобол (Костанай) Актобе Иртыш (Павлодар) Астана Шахтёр (Караганда) Окжетпес (Кокшетау) Ордабасы (Шымкент) Кайрат (Алма-Ата) Акжайык (Уральск) Атырау Кайсар (Кызылорда) ТаразРасположение команд чемпионата Казахстана по футболу 2017 | Центральный         |
| Тобол (Костанай) Актобе Иртыш (Павлодар) Астана Шахтёр (Караганда) Окжетпес (Кокшетау) Ордабасы (Шымкент) Кайрат (Алма-Ата) Акжайык (Уральск) Атырау Кайсар (Кызылорда) ТаразРасположение команд чемпионата Казахстана по футболу 2017 | Тобол (Костанай) Актобе Иртыш (Павлодар) Астана Шахтёр (Караганда) Окжетпес (Кокшетау) Ордабасы (Шымкент) Кайрат (Алма-Ата) Акжайык (Уральск) Атырау Кайсар (Кызылорда) ТаразРасположение команд чемпионата Казахстана по футболу 2017 | Тобол (Костанай) Актобе Иртыш (Павлодар) Астана Шахтёр (Караганда) Окжетпес (Кокшетау) Ордабасы (Шымкент) Кайрат (Алма-Ата) Акжайык (Уральск) Атырау Кайсар (Кызылорда) ТаразРасположение команд чемпионата Казахстана по футболу 2017 | Тобол (Костанай) Актобе Иртыш (Павлодар) Астана Шахтёр (Караганда) Окжетпес (Кокшетау) Ордабасы (Шымкент) Кайрат (Алма-Ата) Акжайык (Уральск) Атырау Кайсар (Кызылорда) ТаразРасположение команд чемпионата Казахстана по футболу 2017 | Тобол (Костанай) Актобе Иртыш (Павлодар) Астана Шахтёр (Караганда) Окжетпес (Кокшетау) Ордабасы (Шымкент) Кайрат (Алма-Ата) Акжайык (Уральск) Атырау Кайсар (Кызылорда) ТаразРасположение команд чемпионата Казахстана по футболу 2017 | Вместимость: 12 527 |
| Тобол (Костанай) Актобе Иртыш (Павлодар) Астана Шахтёр (Караганда) Окжетпес (Кокшетау) Ордабасы (Шымкент) Кайрат (Алма-Ата) Акжайык (Уральск) Атырау Кайсар (Кызылорда) ТаразРасположение команд чемпионата Казахстана по футболу 2017 | Тобол (Костанай) Актобе Иртыш (Павлодар) Астана Шахтёр (Караганда) Окжетпес (Кокшетау) Ордабасы (Шымкент) Кайрат (Алма-Ата) Акжайык (Уральск) Атырау Кайсар (Кызылорда) ТаразРасположение команд чемпионата Казахстана по футболу 2017 | Тобол (Костанай) Актобе Иртыш (Павлодар) Астана Шахтёр (Караганда) Окжетпес (Кокшетау) Ордабасы (Шымкент) Кайрат (Алма-Ата) Акжайык (Уральск) Атырау Кайсар (Кызылорда) ТаразРасположение команд чемпионата Казахстана по футболу 2017 | Тобол (Костанай) Актобе Иртыш (Павлодар) Астана Шахтёр (Караганда) Окжетпес (Кокшетау) Ордабасы (Шымкент) Кайрат (Алма-Ата) Акжайык (Уральск) Атырау Кайсар (Кызылорда) ТаразРасположение команд чемпионата Казахстана по футболу 2017 | Тобол (Костанай) Актобе Иртыш (Павлодар) Астана Шахтёр (Караганда) Окжетпес (Кокшетау) Ордабасы (Шымкент) Кайрат (Алма-Ата) Акжайык (Уральск) Атырау Кайсар (Кызылорда) ТаразРасположение команд чемпионата Казахстана по футболу 2017 | Атырау              |
| Тобол (Костанай) Актобе Иртыш (Павлодар) Астана Шахтёр (Караганда) Окжетпес (Кокшетау) Ордабасы (Шымкент) Кайрат (Алма-Ата) Акжайык (Уральск) Атырау Кайсар (Кызылорда) ТаразРасположение команд чемпионата Казахстана по футболу 2017 | Тобол (Костанай) Актобе Иртыш (Павлодар) Астана Шахтёр (Караганда) Окжетпес (Кокшетау) Ордабасы (Шымкент) Кайрат (Алма-Ата) Акжайык (Уральск) Атырау Кайсар (Кызылорда) ТаразРасположение команд чемпионата Казахстана по футболу 2017 | Тобол (Костанай) Актобе Иртыш (Павлодар) Астана Шахтёр (Караганда) Окжетпес (Кокшетау) Ордабасы (Шымкент) Кайрат (Алма-Ата) Акжайык (Уральск) Атырау Кайсар (Кызылорда) ТаразРасположение команд чемпионата Казахстана по футболу 2017 | Тобол (Костанай) Актобе Иртыш (Павлодар) Астана Шахтёр (Караганда) Окжетпес (Кокшетау) Ордабасы (Шымкент) Кайрат (Алма-Ата) Акжайык (Уральск) Атырау Кайсар (Кызылорда) ТаразРасположение команд чемпионата Казахстана по футболу 2017 | Тобол (Костанай) Актобе Иртыш (Павлодар) Астана Шахтёр (Караганда) Окжетпес (Кокшетау) Ордабасы (Шымкент) Кайрат (Алма-Ата) Акжайык (Уральск) Атырау Кайсар (Кызылорда) ТаразРасположение команд чемпионата Казахстана по футболу 2017 | Мунайшы             |
| Тобол (Костанай) Актобе Иртыш (Павлодар) Астана Шахтёр (Караганда) Окжетпес (Кокшетау) Ордабасы (Шымкент) Кайрат (Алма-Ата) Акжайык (Уральск) Атырау Кайсар (Кызылорда) ТаразРасположение команд чемпионата Казахстана по футболу 2017 | Тобол (Костанай) Актобе Иртыш (Павлодар) Астана Шахтёр (Караганда) Окжетпес (Кокшетау) Ордабасы (Шымкент) Кайрат (Алма-Ата) Акжайык (Уральск) Атырау Кайсар (Кызылорда) ТаразРасположение команд чемпионата Казахстана по футболу 2017 | Тобол (Костанай) Актобе Иртыш (Павлодар) Астана Шахтёр (Караганда) Окжетпес (Кокшетау) Ордабасы (Шымкент) Кайрат (Алма-Ата) Акжайык (Уральск) Атырау Кайсар (Кызылорда) ТаразРасположение команд чемпионата Казахстана по футболу 2017 | Тобол (Костанай) Актобе Иртыш (Павлодар) Астана Шахтёр (Караганда) Окжетпес (Кокшетау) Ордабасы (Шымкент) Кайрат (Алма-Ата) Акжайык (Уральск) Атырау Кайсар (Кызылорда) ТаразРасположение команд чемпионата Казахстана по футболу 2017 | Тобол (Костанай) Актобе Иртыш (Павлодар) Астана Шахтёр (Караганда) Окжетпес (Кокшетау) Ордабасы (Шымкент) Кайрат (Алма-Ата) Акжайык (Уральск) Атырау Кайсар (Кызылорда) ТаразРасположение команд чемпионата Казахстана по футболу 2017 | Вместимость: 8 900  |
| Тобол (Костанай) Актобе Иртыш (Павлодар) Астана Шахтёр (Караганда) Окжетпес (Кокшетау) Ордабасы (Шымкент) Кайрат (Алма-Ата) Акжайык (Уральск) Атырау Кайсар (Кызылорда) ТаразРасположение команд чемпионата Казахстана по футболу 2017 | Тобол (Костанай) Актобе Иртыш (Павлодар) Астана Шахтёр (Караганда) Окжетпес (Кокшетау) Ордабасы (Шымкент) Кайрат (Алма-Ата) Акжайык (Уральск) Атырау Кайсар (Кызылорда) ТаразРасположение команд чемпионата Казахстана по футболу 2017 | Тобол (Костанай) Актобе Иртыш (Павлодар) Астана Шахтёр (Караганда) Окжетпес (Кокшетау) Ордабасы (Шымкент) Кайрат (Алма-Ата) Акжайык (Уральск) Атырау Кайсар (Кызылорда) ТаразРасположение команд чемпионата Казахстана по футболу 2017 | Тобол (Костанай) Актобе Иртыш (Павлодар) Астана Шахтёр (Караганда) Окжетпес (Кокшетау) Ордабасы (Шымкент) Кайрат (Алма-Ата) Акжайык (Уральск) Атырау Кайсар (Кызылорда) ТаразРасположение команд чемпионата Казахстана по футболу 2017 | Тобол (Костанай) Актобе Иртыш (Павлодар) Астана Шахтёр (Караганда) Окжетпес (Кокшетау) Ордабасы (Шымкент) Кайрат (Алма-Ата) Акжайык (Уральск) Атырау Кайсар (Кызылорда) ТаразРасположение команд чемпионата Казахстана по футболу 2017 | Тобол (Костанай)    |
| Тобол (Костанай) Актобе Иртыш (Павлодар) Астана Шахтёр (Караганда) Окжетпес (Кокшетау) Ордабасы (Шымкент) Кайрат (Алма-Ата) Акжайык (Уральск) Атырау Кайсар (Кызылорда) ТаразРасположение команд чемпионата Казахстана по футболу 2017 | Тобол (Костанай) Актобе Иртыш (Павлодар) Астана Шахтёр (Караганда) Окжетпес (Кокшетау) Ордабасы (Шымкент) Кайрат (Алма-Ата) Акжайык (Уральск) Атырау Кайсар (Кызылорда) ТаразРасположение команд чемпионата Казахстана по футболу 2017 | Тобол (Костанай) Актобе Иртыш (Павлодар) Астана Шахтёр (Караганда) Окжетпес (Кокшетау) Ордабасы (Шымкент) Кайрат (Алма-Ата) Акжайык (Уральск) Атырау Кайсар (Кызылорда) ТаразРасположение команд чемпионата Казахстана по футболу 2017 | Тобол (Костанай) Актобе Иртыш (Павлодар) Астана Шахтёр (Караганда) Окжетпес (Кокшетау) Ордабасы (Шымкент) Кайрат (Алма-Ата) Акжайык (Уральск) Атырау Кайсар (Кызылорда) ТаразРасположение команд чемпионата Казахстана по футболу 2017 | Тобол (Костанай) Актобе Иртыш (Павлодар) Астана Шахтёр (Караганда) Окжетпес (Кокшетау) Ордабасы (Шымкент) Кайрат (Алма-Ата) Акжайык (Уральск) Атырау Кайсар (Кызылорда) ТаразРасположение команд чемпионата Казахстана по футболу 2017 | Центральный         |
| Тобол (Костанай) Актобе Иртыш (Павлодар) Астана Шахтёр (Караганда) Окжетпес (Кокшетау) Ордабасы (Шымкент) Кайрат (Алма-Ата) Акжайык (Уральск) Атырау Кайсар (Кызылорда) ТаразРасположение команд чемпионата Казахстана по футболу 2017 | Тобол (Костанай) Актобе Иртыш (Павлодар) Астана Шахтёр (Караганда) Окжетпес (Кокшетау) Ордабасы (Шымкент) Кайрат (Алма-Ата) Акжайык (Уральск) Атырау Кайсар (Кызылорда) ТаразРасположение команд чемпионата Казахстана по футболу 2017 | Тобол (Костанай) Актобе Иртыш (Павлодар) Астана Шахтёр (Караганда) Окжетпес (Кокшетау) Ордабасы (Шымкент) Кайрат (Алма-Ата) Акжайык (Уральск) Атырау Кайсар (Кызылорда) ТаразРасположение команд чемпионата Казахстана по футболу 2017 | Тобол (Костанай) Актобе Иртыш (Павлодар) Астана Шахтёр (Караганда) Окжетпес (Кокшетау) Ордабасы (Шымкент) Кайрат (Алма-Ата) Акжайык (Уральск) Атырау Кайсар (Кызылорда) ТаразРасположение команд чемпионата Казахстана по футболу 2017 | Тобол (Костанай) Актобе Иртыш (Павлодар) Астана Шахтёр (Караганда) Окжетпес (Кокшетау) Ордабасы (Шымкент) Кайрат (Алма-Ата) Акжайык (Уральск) Атырау Кайсар (Кызылорда) ТаразРасположение команд чемпионата Казахстана по футболу 2017 | Вместимость: 8 050  |
| Тобол (Костанай) Актобе Иртыш (Павлодар) Астана Шахтёр (Караганда) Окжетпес (Кокшетау) Ордабасы (Шымкент) Кайрат (Алма-Ата) Акжайык (Уральск) Атырау Кайсар (Кызылорда) ТаразРасположение команд чемпионата Казахстана по футболу 2017 | Тобол (Костанай) Актобе Иртыш (Павлодар) Астана Шахтёр (Караганда) Окжетпес (Кокшетау) Ордабасы (Шымкент) Кайрат (Алма-Ата) Акжайык (Уральск) Атырау Кайсар (Кызылорда) ТаразРасположение команд чемпионата Казахстана по футболу 2017 | Тобол (Костанай) Актобе Иртыш (Павлодар) Астана Шахтёр (Караганда) Окжетпес (Кокшетау) Ордабасы (Шымкент) Кайрат (Алма-Ата) Акжайык (Уральск) Атырау Кайсар (Кызылорда) ТаразРасположение команд чемпионата Казахстана по футболу 2017 | Тобол (Костанай) Актобе Иртыш (Павлодар) Астана Шахтёр (Караганда) Окжетпес (Кокшетау) Ордабасы (Шымкент) Кайрат (Алма-Ата) Акжайык (Уральск) Атырау Кайсар (Кызылорда) ТаразРасположение команд чемпионата Казахстана по футболу 2017 | Тобол (Костанай) Актобе Иртыш (Павлодар) Астана Шахтёр (Караганда) Окжетпес (Кокшетау) Ордабасы (Шымкент) Кайрат (Алма-Ата) Акжайык (Уральск) Атырау Кайсар (Кызылорда) ТаразРасположение команд чемпионата Казахстана по футболу 2017 | Кайсар (Кызылорда)  |
| Тобол (Костанай) Актобе Иртыш (Павлодар) Астана Шахтёр (Караганда) Окжетпес (Кокшетау) Ордабасы (Шымкент) Кайрат (Алма-Ата) Акжайык (Уральск) Атырау Кайсар (Кызылорда) ТаразРасположение команд чемпионата Казахстана по футболу 2017 | Тобол (Костанай) Актобе Иртыш (Павлодар) Астана Шахтёр (Караганда) Окжетпес (Кокшетау) Ордабасы (Шымкент) Кайрат (Алма-Ата) Акжайык (Уральск) Атырау Кайсар (Кызылорда) ТаразРасположение команд чемпионата Казахстана по футболу 2017 | Тобол (Костанай) Актобе Иртыш (Павлодар) Астана Шахтёр (Караганда) Окжетпес (Кокшетау) Ордабасы (Шымкент) Кайрат (Алма-Ата) Акжайык (Уральск) Атырау Кайсар (Кызылорда) ТаразРасположение команд чемпионата Казахстана по футболу 2017 | Тобол (Костанай) Актобе Иртыш (Павлодар) Астана Шахтёр (Караганда) Окжетпес (Кокшетау) Ордабасы (Шымкент) Кайрат (Алма-Ата) Акжайык (Уральск) Атырау Кайсар (Кызылорда) ТаразРасположение команд чемпионата Казахстана по футболу 2017 | Тобол (Костанай) Актобе Иртыш (Павлодар) Астана Шахтёр (Караганда) Окжетпес (Кокшетау) Ордабасы (Шымкент) Кайрат (Алма-Ата) Акжайык (Уральск) Атырау Кайсар (Кызылорда) ТаразРасположение команд чемпионата Казахстана по футболу 2017 | Гани Муратбаев      |
| Тобол (Костанай) Актобе Иртыш (Павлодар) Астана Шахтёр (Караганда) Окжетпес (Кокшетау) Ордабасы (Шымкент) Кайрат (Алма-Ата) Акжайык (Уральск) Атырау Кайсар (Кызылорда) ТаразРасположение команд чемпионата Казахстана по футболу 2017 | Тобол (Костанай) Актобе Иртыш (Павлодар) Астана Шахтёр (Караганда) Окжетпес (Кокшетау) Ордабасы (Шымкент) Кайрат (Алма-Ата) Акжайык (Уральск) Атырау Кайсар (Кызылорда) ТаразРасположение команд чемпионата Казахстана по футболу 2017 | Тобол (Костанай) Актобе Иртыш (Павлодар) Астана Шахтёр (Караганда) Окжетпес (Кокшетау) Ордабасы (Шымкент) Кайрат (Алма-Ата) Акжайык (Уральск) Атырау Кайсар (Кызылорда) ТаразРасположение команд чемпионата Казахстана по футболу 2017 | Тобол (Костанай) Актобе Иртыш (Павлодар) Астана Шахтёр (Караганда) Окжетпес (Кокшетау) Ордабасы (Шымкент) Кайрат (Алма-Ата) Акжайык (Уральск) Атырау Кайсар (Кызылорда) ТаразРасположение команд чемпионата Казахстана по футболу 2017 | Тобол (Костанай) Актобе Иртыш (Павлодар) Астана Шахтёр (Караганда) Окжетпес (Кокшетау) Ордабасы (Шымкент) Кайрат (Алма-Ата) Акжайык (Уральск) Атырау Кайсар (Кызылорда) ТаразРасположение команд чемпионата Казахстана по футболу 2017 | Вместимость: 7 000  |
| Тобол (Костанай) Актобе Иртыш (Павлодар) Астана Шахтёр (Караганда) Окжетпес (Кокшетау) Ордабасы (Шымкент) Кайрат (Алма-Ата) Акжайык (Уральск) Атырау Кайсар (Кызылорда) ТаразРасположение команд чемпионата Казахстана по футболу 2017 | Тобол (Костанай) Актобе Иртыш (Павлодар) Астана Шахтёр (Караганда) Окжетпес (Кокшетау) Ордабасы (Шымкент) Кайрат (Алма-Ата) Акжайык (Уральск) Атырау Кайсар (Кызылорда) ТаразРасположение команд чемпионата Казахстана по футболу 2017 | Тобол (Костанай) Актобе Иртыш (Павлодар) Астана Шахтёр (Караганда) Окжетпес (Кокшетау) Ордабасы (Шымкент) Кайрат (Алма-Ата) Акжайык (Уральск) Атырау Кайсар (Кызылорда) ТаразРасположение команд чемпионата Казахстана по футболу 2017 | Тобол (Костанай) Актобе Иртыш (Павлодар) Астана Шахтёр (Караганда) Окжетпес (Кокшетау) Ордабасы (Шымкент) Кайрат (Алма-Ата) Акжайык (Уральск) Атырау Кайсар (Кызылорда) ТаразРасположение команд чемпионата Казахстана по футболу 2017 | Тобол (Костанай) Актобе Иртыш (Павлодар) Астана Шахтёр (Караганда) Окжетпес (Кокшетау) Ордабасы (Шымкент) Кайрат (Алма-Ата) Акжайык (Уральск) Атырау Кайсар (Кызылорда) ТаразРасположение команд чемпионата Казахстана по футболу 2017 | Окжетпес (Кокшетау) |
| Тобол (Костанай) Актобе Иртыш (Павлодар) Астана Шахтёр (Караганда) Окжетпес (Кокшетау) Ордабасы (Шымкент) Кайрат (Алма-Ата) Акжайык (Уральск) Атырау Кайсар (Кызылорда) ТаразРасположение команд чемпионата Казахстана по футболу 2017 | Тобол (Костанай) Актобе Иртыш (Павлодар) Астана Шахтёр (Караганда) Окжетпес (Кокшетау) Ордабасы (Шымкент) Кайрат (Алма-Ата) Акжайык (Уральск) Атырау Кайсар (Кызылорда) ТаразРасположение команд чемпионата Казахстана по футболу 2017 | Тобол (Костанай) Актобе Иртыш (Павлодар) Астана Шахтёр (Караганда) Окжетпес (Кокшетау) Ордабасы (Шымкент) Кайрат (Алма-Ата) Акжайык (Уральск) Атырау Кайсар (Кызылорда) ТаразРасположение команд чемпионата Казахстана по футболу 2017 | Тобол (Костанай) Актобе Иртыш (Павлодар) Астана Шахтёр (Караганда) Окжетпес (Кокшетау) Ордабасы (Шымкент) Кайрат (Алма-Ата) Акжайык (Уральск) Атырау Кайсар (Кызылорда) ТаразРасположение команд чемпионата Казахстана по футболу 2017 | Тобол (Костанай) Актобе Иртыш (Павлодар) Астана Шахтёр (Караганда) Окжетпес (Кокшетау) Ордабасы (Шымкент) Кайрат (Алма-Ата) Акжайык (Уральск) Атырау Кайсар (Кызылорда) ТаразРасположение команд чемпионата Казахстана по футболу 2017 | Окжетпес            |
| Тобол (Костанай) Актобе Иртыш (Павлодар) Астана Шахтёр (Караганда) Окжетпес (Кокшетау) Ордабасы (Шымкент) Кайрат (Алма-Ата) Акжайык (Уральск) Атырау Кайсар (Кызылорда) ТаразРасположение команд чемпионата Казахстана по футболу 2017 | Тобол (Костанай) Актобе Иртыш (Павлодар) Астана Шахтёр (Караганда) Окжетпес (Кокшетау) Ордабасы (Шымкент) Кайрат (Алма-Ата) Акжайык (Уральск) Атырау Кайсар (Кызылорда) ТаразРасположение команд чемпионата Казахстана по футболу 2017 | Тобол (Костанай) Актобе Иртыш (Павлодар) Астана Шахтёр (Караганда) Окжетпес (Кокшетау) Ордабасы (Шымкент) Кайрат (Алма-Ата) Акжайык (Уральск) Атырау Кайсар (Кызылорда) ТаразРасположение команд чемпионата Казахстана по футболу 2017 | Тобол (Костанай) Актобе Иртыш (Павлодар) Астана Шахтёр (Караганда) Окжетпес (Кокшетау) Ордабасы (Шымкент) Кайрат (Алма-Ата) Акжайык (Уральск) Атырау Кайсар (Кызылорда) ТаразРасположение команд чемпионата Казахстана по футболу 2017 | Тобол (Костанай) Актобе Иртыш (Павлодар) Астана Шахтёр (Караганда) Окжетпес (Кокшетау) Ордабасы (Шымкент) Кайрат (Алма-Ата) Акжайык (Уральск) Атырау Кайсар (Кызылорда) ТаразРасположение команд чемпионата Казахстана по футболу 2017 | Вместимость: 4 158  |

#### Запасные стадионы[4]
| Клуб     | Город     | Стадион                 | Вместимость |
| -------- | --------- | ----------------------- | ----------- |
| Акжайык  | Уральск   | Акжайык                 | 3,000       |
| Актобе   | Актобе    | СДЮШОР № 8              | 3,000       |
| Актобе   | Актобе    | Нефтяник                | 1,700       |
| Астана   | Астана    | Тарлан Арена            | 1,000       |
| Атырау   | Атырау    | Судоремонтник (Балыкшы) | 2,000       |
| Кайсар   | Кызылорда | Локомотив               | 4,200       |
| Окжетпес | Кокшетау  | Астана Арена (Астана)   | 30,200      |
| Окжетпес | Кокшетау  | Жаксы (Щучинск)         | 0,400       |
| Окжетпес | Кокшетау  | Тарлан Арена (Астана)   | 1,000       |
| Ордабасы | Шымкент   | Намыс                   | 4,500       |
| Тараз    | Тараз     | Улан                    | 4,500       |
| Тобол    | Костанай  | Затоболец (Затобольск)  | 4,000       |
| Шахтёр   | Караганда | Астана Арена (Астана)   | 30,200      |
| Шахтёр   | Караганда | Металлург (Темиртау)    | 11,600      |

### Тренеры, капитаны, поставщики формы и спонсоры
| Клуб     | Главный тренер     | Капитан            | Поставщик формы | Главный спонсор                                      |
| -------- | ------------------ | ------------------ | --------------- | ---------------------------------------------------- |
| Акжайык  | Вахид Масудов      | Мирам Сапанов      | Adidas          | Акимат Западно-Казахстанской области                 |
| Актобе   | Владимир Муханов   | Андрей Сидельников | Adidas          | Акимат Актюбинской области                           |
| Астана   | Станимир Стойлов   | Ненад Эрич         | Adidas          | «Самрук-Казына», акимат Астаны                       |
| Атырау   | Сергей Павлов      | Марат Хайруллин    | Adidas          | Акимат Атырауской области                            |
| Иртыш    | Вячеслав Грозный   | Давид Лория        | Nike            | Акимат Павлодарской области, «ERG»                   |
| Кайрат   | Карлос Алос Феррер | Бауыржан Исламхан  | Nike            | «КазРосГаз», «Халык банк», «Алмалы», акимат Алма-Аты |
| Кайсар   | Стойчо Младенов    | Максат Байжанов    | Nike            | Акимат Кызылординской области                        |
| Окжетпес | Виктор Пасулько    | Саша Стаменкович   | Kappa           | Акимат Акмолинской области, «Чемпионат.com»          |
| Ордабасы | Алексей Петрушин   | Азат Нургалиев     | Adidas          | Акимат Южно-Казахстанской области, «Айsu»            |
| Тараз    | Ваит Талгаев       | Нуртас Кургулин    | Nike            | Акимат Жамбылской области                            |
| Тобол    | Роберт Евдокимов   | Альмир Мухутдинов  | Adidas          | Акимат Костанайской области                          |
| Шахтёр   | Саулюс Ширмялис    | Евгений Тарасов    | Nike            | Акимат Карагандинской области                        |

## Итоговая таблица
| М  | Команда  | И  | В  | Н  | П  | Мячи    | ±   | О      | Примечания                              |
| -- | -------- | -- | -- | -- | -- | ------- | --- | ------ | --------------------------------------- |
| 1  | Астана   | 33 | 25 | 4  | 4  | 74 − 21 | +53 | 79     | 1-й кв. раунд Лиги чемпионов            |
| 2  | Кайрат   | 33 | 23 | 9  | 1  | 75 − 28 | +47 | 78     | 1-й кв. раунд Лиги Европы               |
| 3  | Ордабасы | 33 | 18 | 4  | 11 | 44 − 37 | +7  | 58     | **                                      |
| 4  | Иртыш    | 33 | 12 | 12 | 9  | 35 − 32 | +3  | 48     | 1-й кв. раунд Лиги Европы*              |
| 5  | Тобол    | 33 | 12 | 11 | 10 | 36 − 26 | +10 | 47     | 1-й кв. раунд Лиги Европы**             |
| 6  | Кайсар   | 33 | 11 | 9  | 13 | 30 − 36 | −6  | 42     |                                         |
| 7  | Шахтёр   | 33 | 12 | 4  | 17 | 36 − 50 | −14 | 40     |                                         |
| 8  | Атырау   | 33 | 10 | 8  | 15 | 34 − 54 | −20 | 35***  |                                         |
| 9  | Актобе   | 33 | 8  | 9  | 16 | 38 − 46 | −8  | 33     |                                         |
| 10 | Акжайык  | 33 | 7  | 9  | 17 | 29 − 47 | −18 | 30     | Переходный матч за место в Премьер-лиге |
| 11 | Тараз    | 33 | 8  | 8  | 17 | 29 − 50 | −21 | 26**** | Вылет в Первую лигу                     |
| 12 | Окжетпес | 33 | 7  | 3  | 23 | 28 − 61 | −33 | 24     | Вылет в Первую лигу                     |

И — игры, В — выигрыши, Н — ничьи, П — проигрыши, Мячи — забитые и пропущенные голы, ± — разница голов, О — очки

* 4-е место дало путёвку в еврокубки, так как «Кайрат» выиграл Кубок Казахстана
** «Ордабасы» не прошёл лицензирование УЕФА в связи с нарушением финансового fair-play, вместо него в Лигу Европы 2018/2019 был заявлен «Тобол», занявший 5-е место
*** С «Атырау» снято 3 очка
**** С «Тараза» снято 6 очков

### Лидеры чемпионата
1-е место по ходу чемпионата
2-е место по ходу чемпионата
3-е место по ходу чемпионата

### Распределение мест по турам
| Команда/ Тур | 1      | 2  | 3  | 4  | 5  | 6  | 7  | 8  | 9  | 10 | 11 | 12 | 13 | 14 | 15 | 16 | 17 | 18 | 19 | 20 | 21 | 22 | 23 | 24 | 25 | 26 | 27 | 28 | 29 | 30 | 31 | 32 | 33 |   |
| ------------ | ------ | -- | -- | -- | -- | -- | -- | -- | -- | -- | -- | -- | -- | -- | -- | -- | -- | -- | -- | -- | -- | -- | -- | -- | -- | -- | -- | -- | -- | -- | -- | -- | -- | - |
| Команда/ Тур | Астана | 11 | 11 | 7  | 6  | 6  | 2  | 1  | 1  | 1  | 1  | 1  | 1  | 1  | 1  | 1  | 1  | 1  | 1  | 1  | 1  | 1  | 1  | 1  | 1  | 1  | 1  | 1  | 2  | 2  | 1  | 1  | 1  | 1 |
| Кайрат       | 4      | 5  | 4  | 5  | 4  | 5  | 3  | 4  | 2  | 2  | 4  | 3  | 3  | 3  | 2  | 2  | 2  | 2  | 2  | 2  | 2  | 2  | 2  | 2  | 2  | 2  | 2  | 1  | 1  | 2  | 2  | 2  | 2  |   |
| Иртыш        | 3      | 4  | 3  | 4  | 3  | 1  | 2  | 2  | 3  | 4  | 3  | 5  | 5  | 5  | 4  | 4  | 4  | 4  | 4  | 5  | 5  | 4  | 4  | 4  | 4  | 5  | 5  | 4  | 4  | 4  | 5  | 4  | 4  |   |
| Ордабасы     | 1      | 2  | 2  | 1  | 5  | 3  | 5  | 5  | 5  | 3  | 2  | 2  | 2  | 2  | 3  | 3  | 3  | 3  | 3  | 3  | 3  | 3  | 3  | 3  | 3  | 3  | 3  | 3  | 3  | 3  | 3  | 3  | 3  |   |
| Окжетпес     | 10     | 7  | 6  | 9  | 10 | 8  | 10 | 10 | 8  | 8  | 8  | 8  | 9  | 10 | 10 | 8  | 10 | 8  | 9  | 9  | 10 | 10 | 10 | 10 | 11 | 12 | 12 | 12 | 12 | 12 | 12 | 12 | 12 |   |
| Актобе       | 9      | 9  | 10 | 7  | 7  | 9  | 9  | 9  | 10 | 11 | 11 | 12 | 12 | 11 | 11 | 12 | 12 | 12 | 11 | 11 | 11 | 11 | 12 | 12 | 10 | 9  | 10 | 8  | 10 | 9  | 9  | 9  | 9  |   |
| Тобол        | 2      | 3  | 5  | 2  | 1  | 4  | 4  | 3  | 4  | 5  | 5  | 4  | 4  | 4  | 5  | 5  | 5  | 5  | 5  | 4  | 4  | 5  | 5  | 5  | 5  | 4  | 4  | 5  | 5  | 5  | 4  | 5  | 5  |   |
| Атырау       | 12     | 12 | 12 | 12 | 12 | 12 | 12 | 12 | 11 | 10 | 9  | 9  | 8  | 7  | 7  | 9  | 7  | 9  | 10 | 10 | 9  | 8  | 9  | 9  | 9  | 10 | 11 | 10 | 8  | 8  | 8  | 8  | 8  |   |
| Шахтёр       | 6      | 10 | 11 | 11 | 11 | 11 | 11 | 11 | 12 | 12 | 12 | 11 | 11 | 12 | 12 | 11 | 9  | 7  | 8  | 7  | 7  | 9  | 7  | 8  | 8  | 8  | 6  | 6  | 7  | 6  | 6  | 6  | 7  |   |
| Акжайык      | 8      | 6  | 8  | 8  | 8  | 7  | 7  | 7  | 7  | 6  | 7  | 7  | 7  | 8  | 8  | 10 | 11 | 11 | 12 | 12 | 12 | 12 | 11 | 11 | 12 | 11 | 9  | 9  | 11 | 10 | 10 | 10 | 10 |   |
| Тараз        | 7      | 8  | 9  | 10 | 9  | 10 | 8  | 8  | 9  | 9  | 10 | 10 | 10 | 9  | 9  | 7  | 8  | 10 | 7  | 8  | 8  | 6  | 8  | 7  | 7  | 7  | 8  | 11 | 9  | 11 | 11 | 11 | 11 |   |
| Кайсар       | 5      | 1  | 1  | 3  | 2  | 6  | 6  | 6  | 6  | 7  | 6  | 6  | 6  | 6  | 6  | 6  | 6  | 6  | 6  | 6  | 6  | 7  | 6  | 6  | 6  | 6  | 7  | 7  | 6  | 7  | 7  | 7  | 6  |   |

Примечания:
В связи с тем, что матчи 18 тура «Кайрат» — «Иртыш» и «Тобол» — «Ордабасы» были перенесёны с 1 июля на 4 апреля, с 5 по 17 туры эти команды имели на 1 игру больше.
В связи с тем, что матч 7 тура «Актобе» — «Атырау» был перенесён с 16 апреля на 17 мая, с 7 по 12 туры эти команды имели на 1 игру меньше.
В связи с тем, что матч 8 тура «Актобе» — «Шахтёр» был перенесён с 23 апреля на 28 июня, с 8 по 17 туры эти команды имели на 1 игру меньше.
В связи с тем, что матч 8 тура «Атырау» — «Окжетпес» был перенесён с 23 апреля на 26 июля, с 8 по 21 туры эти команды имели на 1 игру меньше.
В связи с тем, что матчи 20 тура «Кайрат» — «Астана» и «Ордабасы» — «Иртыш» были перенесёны с 15 июля на 31 мая, с 15 по 19 туры эти команды имели на 1 игру больше.
В связи с тем, что матч 15 тура «Акжайык» — «Актобе» был перенесён с 3 июня на 26 июля, с 15 по 21 туры эти команды имели на 1 игру меньше.
В связи с тем, что матч 24 тура «Астана» — «Окжетпес» был перенесён с 20 августа на 25 октября, с 24 по 31 туры эти команды имели на 1 игру меньше.
В связи с тем, что матч 25 тура «Шахтёр» — «Астана» был перенесён с 26 августа на 11 октября, с 25 по 30 туры эти команды имели на 1 игру меньше.
В связи с тем, что матчи 30 тура «Кайрат» — «Ордабасы», «Акжайык» — «Атырау» и «Актобе» — «Тобол» были перенесены с 15 октября на 20 сентября, с 28 по 29 туры эти команды имели на 1 игру больше.

### Результаты матчей 1-го и 2-го кругов
| Команда  | АСТ | КАЙ | ИРТ | ОРД | ОКЖ | АКТ | ТОБ | АТЫ | ШАХ | АКЖ | ТАР | КАС |
| -------- | --- | --- | --- | --- | --- | --- | --- | --- | --- | --- | --- | --- |
| Астана   |     | 1:1 | 2:0 | 1:0 | 3:0 | 3:0 | 2:0 | 4:0 | 4:1 | 3:1 | 4:0 | 2:0 |
| Кайрат   | 3:0 |     | 1:1 | 3:0 | 2:2 | 1:0 | 2:0 | 1:1 | 4:1 | 4:1 | 4:0 | 1:1 |
| Иртыш    | 1:1 | 3:3 |     | 0:1 | 0:0 | 1:3 | 0:1 | 1:1 | 1:2 | 2:1 | 5:2 | 1:0 |
| Ордабасы | 3:0 | 0:2 | 0:1 |     | 2:1 | 2:1 | 1:2 | 1:1 | 1:0 | 3:0 | 3:0 | 1:0 |
| Окжетпес | 0:3 | 2:3 | 0:2 | 1:2 |     | 2:1 | 1:0 | 1:0 | 0:2 | 2:1 | 0:1 | 3:1 |
| Актобе   | 2:4 | 1:2 | 1:2 | 0:1 | 3:0 |     | 1:3 | 1:0 | 0:1 | 1:1 | 1:1 | 1:1 |
| Тобол    | 1:1 | 2:2 | 0:0 | 1:0 | 5:1 | 0:0 |     | 3:0 | 1:2 | 2:0 | 1:0 | 0:0 |
| Атырау   | 0:1 | 2:1 | 0:1 | 2:2 | 2:1 | 2:0 | 1:0 |     | 3:3 | 2:0 | 1:3 | 1:0 |
| Шахтёр   | 1:2 | 1:4 | 0:1 | 1:2 | 1:0 | 0:2 | 1:1 | 2:0 |     | 1:0 | 0:1 | 0:1 |
| Акжайык  | 0:2 | 0:1 | 0:1 | 1:2 | 1:1 | 2:2 | 1:0 | 2:2 | 3:1 |     | 2:2 | 1:0 |
| Тараз    | 0:1 | 0:0 | 2:0 | 2:1 | 0:1 | 1:1 | 1:0 | 1:2 | 0:0 | 0:0 |     | 2:1 |
| Кайсар   | 0:3 | 1:2 | 1:1 | 0:1 | 1:0 | 3:2 | 0:0 | 2:0 | 2:1 | 0:0 | 2:1 |     |

|  | победа хозяев |  | ничья |  | победа гостей |

### Результаты матчей 3-го круга
Расписание игр и хозяева полей зависели от их турнирного положения после 22-х туров. Клубы, занявшие 1-6 места, провели по 6 домашних встреч, а команды, находившиеся на 7-12 местах, — по 5 матчей.
| Команда  | АСТ | КАЙ | ОРД | ИРТ | ТОБ | ТАР | КАС | АТЫ | ШАХ | ОКЖ | АКТ | АКЖ |
| -------- | --- | --- | --- | --- | --- | --- | --- | --- | --- | --- | --- | --- |
| Астана   |     | 0:2 |     | 2:1 |     | 2:0 |     | 7:0 |     | 4:0 |     | 2:0 |
| Кайрат   |     |     | 5:1 |     | 2:0 |     | 3:1 |     | 3:1 |     | 3:2 | 2:1 |
| Ордабасы | 2:1 |     |     | 1:2 |     | 1:0 |     | 2:0 |     | 3:2 |     | 3:2 |
| Иртыш    |     | 1:1 |     |     | 1:2 |     | 0:0 |     | 1:0 |     | 1:1 | 0:1 |
| Тобол    | 1:1 |     | 0:0 |     |     | 1:1 |     | 2:0 |     | 4:1 |     | 2:0 |
| Тараз    |     | 1:5 |     | 1:1 |     |     | 0:1 |     | 2:3 |     | 1:0 | 0:1 |
| Кайсар   | 1:4 |     | 1:1 |     | 1:0 |     |     | 4:1 |     | 2:1 |     |     |
| Атырау   |     | 0:1 |     | 0:0 |     | 3:2 |     |     | 3:1 |     | 2:2 |     |
| Шахтёр   | 0:1 |     | 2:1 |     | 1:1 |     | 2:1 |     |     | 2:1 |     |     |
| Окжетпес |     | 0:1 |     | 1:2 |     | 2:1 |     | 1:2 |     |     | 0:2 |     |
| Актобе   | 0:3 |     | 2:0 |     | 1:0 |     | 0:1 |     | 2:0 |     |     |     |
| Акжайык  |     |     |     |     |     |     | 0:0 | 1:0 | 1:2 | 2:0 | 2:2 |     |

|  | победа хозяев |  | ничья |  | победа гостей |

## Переходный матч
Согласно регламенту чемпионата переходный матч должен был пройти между командами, занявшими 10-е место в Премьер-лиге и 3-е место в Первой лиге.
По итогам чемпионата Казахстана 2017 года 10-е место занял «Акжайык» (Уральск).
По итогам турнира Первой лиги 2017 года 3-е место занял «Кайрат А» (Алма-Ата) — фарм-клуб «Кайрата», который не имел права на участие в переходном матче.
Таким образом, участником этого матча от Первой лиги стал занявший 4-е место «Махтаарал» (Атакент).
| Акжайык (Уральск)   | 2:1 | Махтаарал (Атакент) |
| ------------------- | --- | ------------------- |
| Дудченко 45+1′, 86′ |     | Чулагов 35′         |

## Статистика и рекорды сезона

### Голы
| - Самая крупная победа хозяев (+7): - 09/09/2017 «Астана» 7:0 «Атырау» - Самая крупная победа гостей (+4): - 16/09/2017 «Тараз» 1:5 «Кайрат» - Наибольшее количество голов в одном матче, забитых одной командой (7): - 09/09/2017 «Астана» 7:0 «Атырау» | - Наибольшее число голов в одном матче (7): - 12/04/2017 «Иртыш» 5:2 «Тараз» - 09/09/2017 «Астана» 7:0 «Атырау» - Самый результативный тур (6-й, 31-й): - 23 (всего), 3,83 (в среднем за игру) - Наименее результативный тур (18-й): - 7 (всего), 1,17 (в среднем за игру) |

### Бомбардиры
| Место | Игрок               | Клуб     | Мячи |
| ----- | ------------------- | -------- | ---- |
| 1     | Жерар Гоу           | Кайрат   | 24   |
| 2     | Жуниор Кабананга    | Астана   | 19   |
| 3     | Патрик Твумаси      | Астана   | 13   |
| 4     | Бауыржан Исламхан   | Кайрат   | 11   |
| 5     | Милан Стоянович     | Шахтёр   | 10   |
| 5     | Алексей Щёткин      | Тобол    | 10   |
| 7     | Игорь Зенькович     | Актобе   | 9    |
| 7     | Танат Нусербаев     | Ордабасы | 9    |
| 9     | Исаэл               | Кайрат   | 8    |
| 9     | Срджан Граховац     | Астана   | 8    |
| 9     | Бактиёр Зайнутдинов | Тараз    | 8    |

Хет-трики
| Игрок            | Клуб     | Соперник | Счёт | Дата            |
| ---------------- | -------- | -------- | ---- | --------------- |
| Алексей Щёткин   | Тобол    | Атырау   | 3:0  | 8 марта 2017    |
| Жерар Гоу        | Кайрат   | Шахтёр   | 4:1  | 8 апреля 2017   |
| Жуниор Кабананга | Астана   | Шахтёр   | 4:1  | 28 мая 2017     |
| Милан Стоянович  | Шахтёр   | Тараз    | 3:2  | 21 октября 2017 |
| Эгон Вух         | Тобол    | Окжетпес | 4:1  | 22 октября 2017 |
| Преслав Йорданов | Ордабасы | Окжетпес | 3:2  | 5 ноября 2017   |

Дубли
| Игрок               | Клуб     | Соперник | Счёт | Дата             |
| ------------------- | -------- | -------- | ---- | ---------------- |
| Азука Ибобо-Изу     | Акжайык  | Шахтёр   | 3:1  | 12 марта 2017    |
| Жуниньо             | Актобе   | Иртыш    | 3:1  | 31 марта 2017    |
| Юре Общивац         | Атырау   | Шахтёр   | 3:3  | 12 апреля 2017   |
| Аслан Дарабаев      | Иртыш    | Тараз    | 5:2  | 12 апреля 2017   |
| Жуниор Кабананга    | Астана   | Тараз    | 4:0  | 23 апреля 2017   |
| Кирилл Ковальчук    | Ордабасы | Шахтёр   | 2:1  | 29 апреля 2017   |
| Айдос Таттыбаев     | Шахтёр   | Окжетпес | 2:0  | 2 мая 2017       |
| Владимир Аржанов    | Кайсар   | Актобе   | 3:2  | 6 мая 2017       |
| Сергей Струков      | Окжетпес | Кайрат   | 2:3  | 14 мая 2017      |
| Алексей Щёткин      | Тобол    | Окжетпес | 5:1  | 20 мая 2017      |
| Владимир Двалишвили | Атырау   | Акжайык  | 2:0  | 28 мая 2017      |
| Жуниор Кабананга    | Астана   | Атырау   | 4:0  | 3 июня 2017      |
| Жерар Гоу           | Кайрат   | Шахтёр   | 4:1  | 3 июня 2017      |
| Марко Станоевич     | Шахтёр   | Атырау   | 2:0  | 17 июня 2017     |
| Патрик Твумаси      | Астана   | Актобе   | 4:2  | 18 июня 2017     |
| Азука Ибобо-Изу     | Акжайык  | Тараз    | 2:2  | 25 июня 2017     |
| Игорь Зенькович     | Актобе   | Шахтёр   | 2:0  | 2 июля 2017      |
| Душан Савич         | Актобе   | Окжетпес | 3:0  | 8 июля 2017      |
| Жан-Эд Морис        | Тараз    | Атырау   | 3:1  | 8 июля 2017      |
| Патрик Твумаси      | Астана   | Тобол    | 2:0  | 22 июля 2017     |
| Танат Нусербаев     | Ордабасы | Акжайык  | 2:1  | 22 июля 2017     |
| Марко Дурович       | Акжайык  | Актобе   | 2:2  | 19 августа 2017  |
| Игорь Зенькович     | Актобе   | Акжайык  | 2:2  | 19 августа 2017  |
| Серикжан Мужиков    | Астана   | Атырау   | 7:0  | 9 сентября 2017  |
| Марин Томасов       | Астана   | Атырау   | 7:0  | 9 сентября 2017  |
| Бауыржан Исламхан   | Кайрат   | Тараз    | 5:1  | 16 сентября 2017 |
| Жерар Гоу           | Кайрат   | Ордабасы | 5:1  | 20 сентября 2017 |
| Исмаэль Фофана      | Иртыш    | Ордабасы | 2:1  | 24 сентября 2017 |
| Бактиёр Зайнутдинов | Тараз    | Шахтёр   | 2:3  | 21 октября 2017  |
| Матиас Курьор       | Кайсар   | Атырау   | 4:1  | 22 октября 2017  |
| Бактиёр Зайнутдинов | Тараз    | Атырау   | 2:3  | 28 октября 2017  |
| Жуниор Кабананга    | Астана   | Акжайык  | 2:0  | 5 ноября 2017    |

### Посещаемость
- Наибольшее количество зрителей (19 000):
  - 31/05/2017 «Кайрат» 3:0 «Астана»

- Наименьшее количество зрителей (150):
  - 08/04/2017 «Окжетпес» 0:2 «Иртыш»

- Самый посещаемый тур (33-й): 37 000 (всего), 6 166,67 (в среднем за игру)

- Наименее посещаемый тур (5-й) : 12 290 (всего), 2 048,33 (в среднем за игру)

| Команда  | Общая   | Матчи | Средняя |
| -------- | ------- | ----- | ------- |
| Астана   | 81,000  | 17    | 4,765   |
| Кайрат   | 153,500 | 17    | 9,029   |
| Иртыш    | 57,800  | 17    | 3,400   |
| Ордабасы | 73,200  | 17    | 4,306   |
| Окжетпес | 12,850  | 16    | 0,803   |
| Актобе   | 117,100 | 16    | 7,319   |
| Тобол    | 59,150  | 17    | 3,479   |
| Атырау   | 54,000  | 16    | 3,375   |
| Шахтёр   | 26,800  | 16    | 1,675   |
| Акжайык  | 38,000  | 16    | 2,375   |
| Тараз    | 60,900  | 17    | 3,582   |
| Кайсар   | 40,540  | 16    | 2,534   |

| Команда  | Общая  | Матчи | Средняя |
| -------- | ------ | ----- | ------- |
| Астана   | 80,900 | 16    | 5,056   |
| Кайрат   | 78,750 | 16    | 4,922   |
| Иртыш    | 54,050 | 16    | 3,378   |
| Ордабасы | 67,200 | 16    | 4,200   |
| Окжетпес | 56,400 | 17    | 3,318   |
| Актобе   | 63,900 | 17    | 3,759   |
| Тобол    | 60,040 | 16    | 3,753   |
| Атырау   | 58,300 | 17    | 3,429   |
| Шахтёр   | 66,600 | 17    | 3,918   |
| Акжайык  | 58,400 | 17    | 3,435   |
| Тараз    | 59,900 | 16    | 3,744   |
| Кайсар   | 70,400 | 17    | 4,141   |

Матчи с посещаемостью 10000 и больше зрителей
В сезоне-2017 только 3 команды собирали на своем стадионе более 10000 зрителей («Кайрат» (Алма-Ата), «Астана» и «Актобе»).
Из 11 матчей в 8 участвовал «Кайрат» (Алма-Ата), в 6 — «Актобе», в 4-х — «Астана», в двух — «Кайсар» (Кызылорда), по одному разу — «Ордабасы» (Шымкент) и «Шахтёр» (Караганда).
| Тур | Хозяева | Счёт | Гости    | Стадион               | Посещаемость |
| --- | ------- | ---- | -------- | --------------------- | ------------ |
| 20  | Кайрат  | 3:0  | Астана   | Центральный, Алма-Ата | 19 000       |
| 7   | Кайрат  | 3:0  | Ордабасы | Центральный, Алма-Ата | 15 000       |
| 10  | Астана  | 1:1  | Кайрат   | Астана Арена, Астана  | 14 500       |
| 4   | Кайрат  | 1:1  | Кайсар   | Центральный, Алма-Ата | 14 000       |
| 33  | Кайрат  | 3:2  | Актобе   | Центральный, Алма-Ата | 14 000       |
| 26  | Актобе  | 2:0  | Шахтёр   | Центральный, Актобе   | 12 000       |
| 32  | Астана  | 0:2  | Кайрат   | Астана Арена, Астана  | 12 000       |
| 22  | Актобе  | 1:2  | Кайрат   | Центральный, Актобе   | 11 500       |
| 21  | Актобе  | 1:1  | Кайсар   | Центральный, Актобе   | 11 000       |
| 23  | Актобе  | 0:3  | Астана   | Центральный, Актобе   | 11 000       |
| 1   | Кайрат  | 1:0  | Актобе   | Центральный, Алма-Ата | 10 000       |

### Серии
- Наибольшее количество победных матчей подряд (11): «Астана»

- Наибольшее количество матчей без поражений подряд (21): «Кайрат»

- Наибольшее количество сухих матчей подряд (7): «Астана»

- Наибольшее количество матчей без побед подряд (12): «Акжайык»

- Наибольшее количество поражений подряд (6): «Окжетпес»

| Команда/ Игра | 1 | 2 | 3 | 4 | 5 | 6 | 7 | 8 | 9 | 10 | 11 | 12 | 13 | 14 | 15 | 16 | 17 | 18 | 19 | 20 | 21 | 22 | 23 | 24 | 25 | 26 | 27 | 28 | 29 | 30 | 31 | 32 | 33 |
| ------------- | - | - | - | - | - | - | - | - | - | -- | -- | -- | -- | -- | -- | -- | -- | -- | -- | -- | -- | -- | -- | -- | -- | -- | -- | -- | -- | -- | -- | -- | -- |
| Астана        | П | Н | В | В | В | В | В | В | В | Н  | Н  | В  | В  | В  | П  | В  | В  | В  | В  | В  | В  | В  | В  | В  | В  | В  | Н  | В  | В  | П  | В  | П  | В  |
| Кайрат        | В | Н | Н | Н | Н | В | Н | В | Н | В  | Н  | П  | В  | В  | В  | В  | В  | В  | В  | В  | Н  | В  | В  | В  | В  | В  | В  | В  | В  | Н  | В  | В  | В  |
| Иртыш         | В | Н | В | П | Н | В | В | Н | Н | Н  | П  | В  | П  | Н  | В  | В  | Н  | П  | В  | П  | П  | В  | Н  | Н  | Н  | П  | П  | В  | Н  | П  | Н  | В  | В  |
| Ордабасы      | В | Н | В | В | П | П | В | П | П | В  | В  | В  | Н  | В  | В  | П  | В  | В  | П  | В  | В  | П  | П  | В  | Н  | В  | Н  | П  | П  | В  | В  | П  | В  |
| Окжетпес      | П | Н | В | П | П | Н | П | В | П | В  | П  | П  | П  | Н  | В  | П  | В  | П  | П  | П  | П  | В  | П  | П  | П  | П  | П  | П  | В  | П  | П  | П  | П  |
| Актобе        | П | Н | П | В | Н | П | П | Н | П | П  | В  | П  | П  | П  | П  | П  | В  | В  | Н  | Н  | Н  | П  | П  | Н  | В  | В  | Н  | В  | П  | П  | Н  | В  | П  |
| Тобол         | В | Н | П | В | В | Н | Н | Н | В | Н  | Н  | Н  | В  | В  | П  | Н  | П  | П  | В  | В  | П  | П  | П  | Н  | В  | В  | Н  | П  | П  | Н  | В  | Н  | В  |
| Атырау        | П | Н | П | Н | П | Н | В | В | В | Н  | П  | Н  | В  | П  | П  | В  | П  | П  | П  | Н  | В  | В  | Н  | П  | П  | П  | Н  | П  | В  | В  | П  | В  | П  |
| Шахтёр        | Н | П | П | П | П | Н | Н | П | В | П  | В  | П  | П  | П  | В  | В  | В  | П  | П  | В  | В  | П  | В  | П  | П  | В  | В  | П  | П  | В  | В  | Н  | П  |
| Акжайык       | П | В | П | Н | Н | Н | Н | В | П | В  | П  | П  | П  | П  | П  | Н  | Н  | П  | П  | П  | Н  | П  | В  | Н  | П  | В  | В  | В  | П  | П  | П  | Н  | П  |
| Тараз         | Н | П | Н | П | В | П | Н | П | П | Н  | П  | В  | П  | В  | П  | В  | Н  | П  | В  | Н  | В  | В  | П  | Н  | Н  | П  | П  | П  | В  | П  | П  | П  | П  |
| Кайсар        | В | В | В | Н | Н | П | Н | П | П | П  | В  | П  | В  | П  | Н  | П  | П  | Н  | П  | В  | Н  | П  | В  | Н  | Н  | П  | П  | В  | В  | П  | В  | Н  | В  |

|  | Выигрыш |  | Ничья |  | Поражение |

## Награды ПФЛК
Профессиональная футбольная лига Казахстана по итогам чемпионата-2017 назвала лучшего игрока и тренера:
- Лучший игрок — Жерар Гоу, нападающий «Кайрата», лучший бомбардир Премьер-лиги (24 мяча)[11]
- Лучший тренер — Станимир Стойлов, «Астана»[12]

| Месяц    | Игрок             | Клуб   | Позиция      |
| -------- | ----------------- | ------ | ------------ |
| март     | Максат Байжанов   | Кайсар | Полузащитник |
| апрель   | Аслан Дарабаев    | Иртыш  | Полузащитник |
| май      | Жуниор Кабананга  | Астана | Нападающий   |
| июнь     | Бауыржан Исламхан | Кайрат | Полузащитник |
| июль     | Патрик Твумаси    | Астана | Нападающий   |
| август   | Патрик Твумаси    | Астана | Нападающий   |
| сентябрь | Жерар Гоу         | Кайрат | Нападающий   |
| октябрь  | Жерар Гоу         | Кайрат | Нападающий   |

| Месяц    | Тренер           | Клуб   |
| -------- | ---------------- | ------ |
| март     | Стойчо Младенов  | Кайсар |
| апрель   | Станимир Стойлов | Астана |
| май      | Сергей Павлов    | Атырау |
| июнь     | Кахабер Цхададзе | Кайрат |
| июль     | Станимир Стойлов | Астана |
| август   | Станимир Стойлов | Астана |
| сентябрь | Станимир Стойлов | Астана |
| октябрь  | Станимир Стойлов | Астана |